# Drumul european E45
E45 este un drum european de referință nord-sud care începe din nordul Norvegiei de la Alta, traversează Norvegia, Finlanda, Suedia, Danemarca, Germania, Austria și Italia, terminându-se la Gela, în Sicilia. Porțiunea suedeză a sa este cel mai lung drum național din țară și unul din cele mai lungi din Europa, având 1.690 km.

## Traseu și drumuri locale
- Norvegia
  - Alta–Kivilompolo
- Finlanda
  - Kivilompolo–Karesuvanto/Karesuando
- Suedia
  - Karesuando–Göteborg
  -  Göteborg–Frederikshavn
- Danemarca
  - Frederikshavn–Aalborg–Padborg/Ellund
- Germania
  -  Ellund–Würzburg
  -  Würzburg–Nürnberg
  -  Nürnberg–München
  -  München (Unterföhring–Unterhaching)
  -  München–Rosenheim
  -  Rosenheim–Kiefersfelden/Kufstein
- Austria
  -  Kufstein–Innsbruck
  -  Innsbruck–Brennersee/Terme di Brennero
- Italia
  -  Terme di Brennero–Modena
  -  Modena–Bologna
  -  Bologna–Cesena
  -  Cesena–Terni
  -  Terni–Orte
  -  Orte–Napoli
  -  Napoli–Villa San Giovani
  -  Villa San Giovani–Messina
  -  Messina–Catania
  -  Catania (San Gregorio di Catania–Oasi del Simetto)
  -  Catania–Augusta
  -  Augusta–Siracusa
  -  Siracusa–Rosolini
  -  Rosolini–Gela